# قائمة الصحف في السعودية

## بعض الصحف والمجلات السعودية الورقية
| الصحيفة            | مكان الإصدار    | سنة الإصدار  | الشعار |
| ------------------ | --------------- | ------------ | ------ |
| جريدة أم القرى     | مكة المكرمة     | 1924 م       |        |
| جريدة المدينة      | جدة             | 1937 م       |        |
| جريدة الحياة       | لندن            | 1946، 1988 م |        |
| جريدة الندوة       | مكة المكرمة     | 1958 م       |        |
| جريدة عكاظ         | جدة             | 1960 م       |        |
| جريدة الجزيرة      | الرياض          | 1960 م       |        |
| جريدة البلاد       | جدة             | 1932 م       |        |
| جريدة الرياض       | الرياض          | 1963 م       |        |
| جريدة اليوم        | الدمام          | 1965 م       |        |
| جريدة الاقتصادية   | الرياض، الظهران | 1992 م       |        |
| جريدة الشرق الأوسط | لندن            | 1978 م       |        |
| جريدة الوطن        | أبها، جدة       | 2000 م       |        |
| صحيفة الشرق        | الدمام          | 2011 م       |        |
| صحيفة الرياضية     | الرياض          | 1987 م       |        |
| صحيفة مكة          | مكة المكرمة     | 2014 م       |        |

## الصحف الصادرة بالإنجليزية
| الصحيفة              | مكان الإصدار | سنة الإصدار | الشعار |
| -------------------- | ------------ | ----------- | ------ |
| عرب نيوز             | جدة          | 1975 م      |        |
| جريدة سعودي جازيت    | جدة          | 1976 م      |        |
| عسير نيوز الإنجليزية | أبها         | 2013 م      |        |

## الصحف الصادرةبالأوردية
| الصحيفة   | مكان الإصدار | سنة الإصدار | الشعار |
| --------- | ------------ | ----------- | ------ |
| أردو نيوز | جدة          | 1994 م      |        |

## الصحف الصادرةبالمالي الامية
- ماضي امام:
  - نسخة جدة: 1 يناير 2006
  - نسخة الرياض: 10 ديسمبر 2007
  - نسخة الدمام: 24 مايو 2008
  - نسخة أبها: 1 يناير 2011
- ثيجاس (نسخة الخليج):
  - نسخة الرياض: مارس 2011
  - نسخة الدمام: مارس 2011
  - نسخة جدة: مارس 2011